# Дом Скарпон
Дом Скарпон (на френски: Maison de Scarpone, Charpeigne; на немски: Haus Scarponnois; на латински: Scarponensis) е знатен германски и френски род.
Родоначалник е Рихвин, граф де Скарпон, който е женен за Хилдегард от Егисхайм, дъщеря на Хуго VI, граф в Нордгау в Елзас (Етихониди) и сестра на папа Лъв IX († 1054).
Неговият син Лудвиг от Мусон († 1073/76) се жени през 1038 г. за София от Бар († 1093), дъщеря на Фридрих II († 1026), херцог на Горна Лотарингия от фамилията Вигерихиди и на Матилда Швабска.
София от Бар е племеничка на Гизела Швабска, съпругата на Конрад II. Този политически брак прави Лудвиг и наследниците му на важен род в Лотарингия. Синът му Дитрих от Мусон се жени за Ерментруда от Бургундия, дъщеря на граф Вилхелм I от Бургундия и тя му носи Графство Монбеляр.
Фамилията измира през 1462 г. и владенията ѝ отиват на Дом Люксембург-Лини.